# محمد عاود
 محمد عاود  (1984 الجزائر) هو لاعب كرة قدم جزائري.

## روابط خارجية
- محمد عاود على موقع قاعدة بيانات كرة القدم.إي يو (الإنجليزية)
- محمد عاود على موقع Soccerway.com (الإنجليزية)